# Liga de fútbol del Quindío
La Liga de Fútbol del Quindío es el organismo encargado de promover, organizar y regular la práctica del fútbol en el departamento del Quindío. Está afiliada a la Federación Colombiana de Fútbol y a la División Aficionada del Fútbol Colombiano (Difútbol), que es la entidad que regula el fútbol aficionado en el país.

## Principales funciones
- 1. Fomentar el deporte: Promover la práctica del fútbol en todas sus categorías, desde infantiles hasta mayores, tanto en la rama masculina como femenina.
- 2. Torneos locales: Organizar y coordinar campeonatos y torneos en el departamento.
- 3. Formación de jugadores: Brindar espacios y apoyo a las escuelas y clubes deportivos para la formación de nuevos talentos.
- 4. Selecciones departamentales: Representar al Quindío en competencias nacionales a través de sus selecciones.
- 5. Capacitación técnica: Impulsar programas de formación para entrenadores, árbitros y dirigentes deportivos.

La liga también funciona como una base importante para descubrir y formar jóvenes talentos que puedan representar al departamento o incluso dar el salto al fútbol profesional, como algunos jugadores que han llegado al Deportes Quindío y a otros clubes de Colombia.